# Challenger-Klasse (1904)
Die Challenger-Klasse der Royal Navy war eine Klasse Geschützter Kreuzer, benannt nach ihrem Flaggschiff Challenger. Diese Kreuzer 2. Klasse waren die letzten aus der Apollo-Klasse entwickelten Kreuzer und werden gelegentlich auch der vorangehenden Hermes- oder Highflyer-Klasse zugerechnet.

## Geschichte
Die Schiffe der Klasse waren eine geringfügige Weiterentwicklung der vorangehenden Highflyer-Klasse, mit denen sie die Grundauslegung teilten und daher auch gelegentlich dieser Klasse zugeordnet werden. Die beiden Schwesterschiffe verdrängten 5880 tn.l., waren 355 ft. in der Wasserlinie lang und hatten die üblichen drei Schornsteine der vorangehenden Geschützten Kreuzer 2. Klasse. Sie waren geringfügig länger und breiter und unterschieden sich vor allem durch die höhere Maschinenleistung. Den Antrieb besorgten zwei vierzylindrige Dreifach-Expansionsmaschinen von insgesamt 12.500 PSi auf zwei Wellen, die vom 18 Wasserrohrkesseln mit Dampf versorgt wurden. Trotz der 25 % Steigerung stieg die Höchstgeschwindigkeit nur um einen Knoten. Die beiden Schwesterschiffe wurden mit unterschiedlichen Kesseln ausgestattet und dienten auch zur weiteren Erprobung anderer Kessel-Typen. So erhielt die Challenger Kessel des in den Vereinigten Staaten von Babcock & Wilcox entwickelten Typs, mit dem sie eine theoretische Reichweite von 5400 Seemeilen bei einer Fahrt von 10 kn erreichen sollte. Die auf der Marinewerft in Chatham (Kent) gebaute Challenger lief am 27. Mai 1902 als erstes der beiden bestellten Schiffe vom Stapel und erreichte bei ihrem Abnahmetest eine Höchstgeschwindigkeit von 21,79 Knoten bei 12.781 PSi Antriebsleistung.
Hauptbewaffnung der Kreuzer war eine Batterie von elf 6"-Schnellfeuergeschützen hinter 3-Zoll-Schutzschilden, von denen eine Kanone als Buggeschütz auf dem Vordeck stand und zwei parallel als Heckgeschütze, während die übrigen acht an den Seiten auf dem Oberdeck standen. Die leichtere Bewaffnung war zu einem großen Teil auf dem Oberdeck zwischen den schweren Kanonen aufgestellt.
Schon während des Baues der beiden Kreuzer wurde entschieden, dass sie auf der Australia Station eingesetzt werden würden und Aufgaben in der Entwicklung einer Marine des Australischen Bundes übernehmen sollten. Am 3. Februar 1919 begann der Rückmarsch der Challenger von der Cape Station nach England. 1920 wurde die in die Heimat zurückgekehrte Challenger zum Abbruch verkauft, während die Encounter 1932 durch die eigene Mannschaft versenkt wurde.

## Einheiten

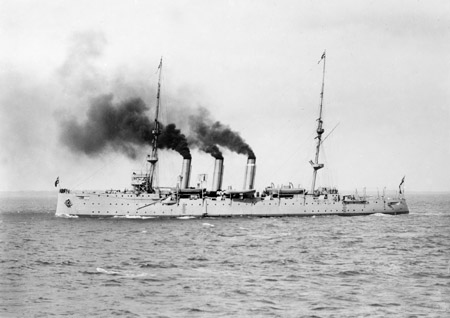
Die Encounter ca. 1914–1918

| Name       | Werft              | Maschine                               | Datum      | Datum      | Datum          | Datum                        |
| Name       | Werft              | Maschine                               | Kiellegung | Stapellauf | Fertigstellung | Schicksal                    |
| ---------- | ------------------ | -------------------------------------- | ---------- | ---------- | -------------- | ---------------------------- |
| Challenger | Chatham Dockyard   | Wallsend Slipway & Engineering Company | 01.12.1900 | 27.05.1902 | 1904           | 1920 zum Abbruch verkauft    |
| Encounter  | Devonport Dockyard | Keyham Dockyard                        | 28.01.1901 | 18.02.1902 | 6.12.1905      | 14.09.1932, Selbstversenkung |